# Agallia copiosa
Agallia copiosa är en insektsart som beskrevs av Dutra och Luci B. N. Coelho 1990. Agallia copiosa ingår i släktet Agallia och familjen dvärgstritar. Inga underarter finns listade i Catalogue of Life.